# Nicalis
Nicalis, Inc. ist ein 2007 gegründeter US-amerikanischer Computerspieleentwickler und -publisher mit Sitz in Santa Ana, Kalifornien. Das Unternehmen konzentriert sich hauptsächlich auf die Entwicklung von Indie-Spielen und hat sowohl eigenständige Spiele als auch Portierungen bestehender Spiele entwickelt und veröffentlicht.

## Geschichte
Nicalis wurde 2007 von den Brüdern Victor und Tyrone Rodriguez gegründet. Im April 2017 erwarb Nicalis die US-amerikanischen Entwicklerstudios SuperVillain Studios und Cowboy Color.

## Rezeption
Die von Nicalis entwickelten Spiele wurden positiv aufgenommen. So werden die Spiele als Bereicherung für die Indie-Szene angesehen, insbesondere für Konsolen des japanischen Computerspielunternehmens Nintendo.
Seit 2019 stehen Nicalis und der CEO Tyrone Rodriguez wegen rassistischen Kommentaren und Misshandlung der Angestellten in Kritik. Im September 2019 veröffentlichte der Computerspieljournalist Jason Schreier von Kotaku einen Bericht über Nicalis. Schreier sprach mit ehemaligen Angestellten von Nicalis und mit Entwicklerstudios, die mit Nicalis zusammengearbeitet hatten. Rodriguez habe bei Besprechungen mehrmals rassistische und antisemitische Kommentare geäußert und Angestellte beleidigt. Auch mehrere Entwicklerstudios, die mit Nicalis zusammengearbeitet hatten, kritisierten Rodriguez in seinem Umgang mit gemeinsamen Veröffentlichungen. So habe Rodriguez nach Abschließen eines Vertrags E-Mails des Kooperationspartners ignoriert, sodass einige Entwicklerstudios einen anderen Publisher haben suchen müssen. Infolgedessen kündigten mehrere Entwicklerstudios und Indie-Spiel-Entwickler an, in Zukunft nicht mehr mit Nicalis zusammenzuarbeiten.

## Spiele

### Als Entwickler
- Grinsia
- Castle in the Darkness
- Knight Terrors
- Tiny Barbarian DX
- Save me Mr Tako!
- ’90s Super GP
- NightSky[5]
- Cave Story 3D
- 1001 Spikes
- The Binding of Isaac: Rebirth
- The Binding of Isaac: Afterbirth+[6]
- The Binding of Isaac: Repentance
- Crystal Crisis

### Als Publisher
- Toribash
- Ikachan
- Dimensional Intersection
- Creepy Castle
- RemiLore
- Save Me Mr. Tako
- Wonder Boy: The Dragon’s Trap
- Ittle Dew 2
- The End Is Nigh
- Runner3
- Ikaruga
- Code of Princess
- Blade Strangers
- Redout